# ونس
ونس (به فرانسوی: Vannes) یک کامین در فرانسه است که در Arrondissement of Vannes واقع شده‌است.

## خصوصیات
ونس ۳۲٫۳ کیلومترمربع مساحت و ۵۱٬۷۵۹ نفر جمعیت دارد و ۲۲ متر بالاتر از سطح دریا واقع شده‌است.

## خواهرخوانده
شهرهای کوکسهاون و فارهام خواهرخوانده‌های ونس هستند.

## نگارخانه

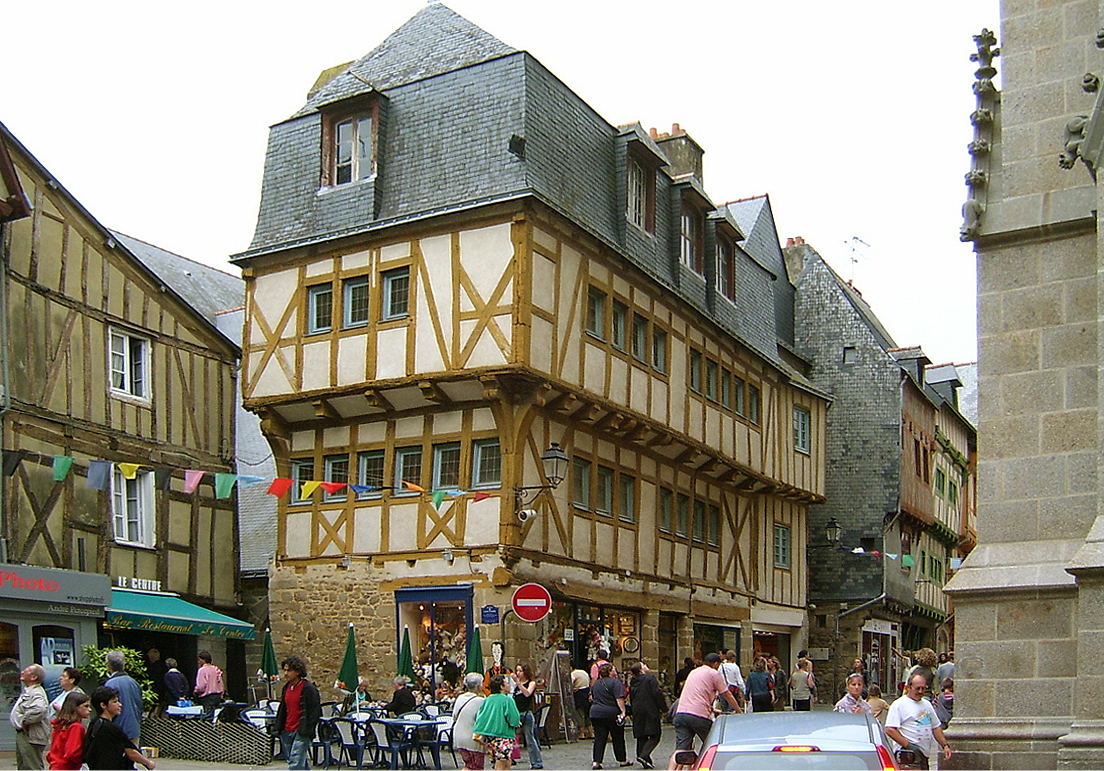
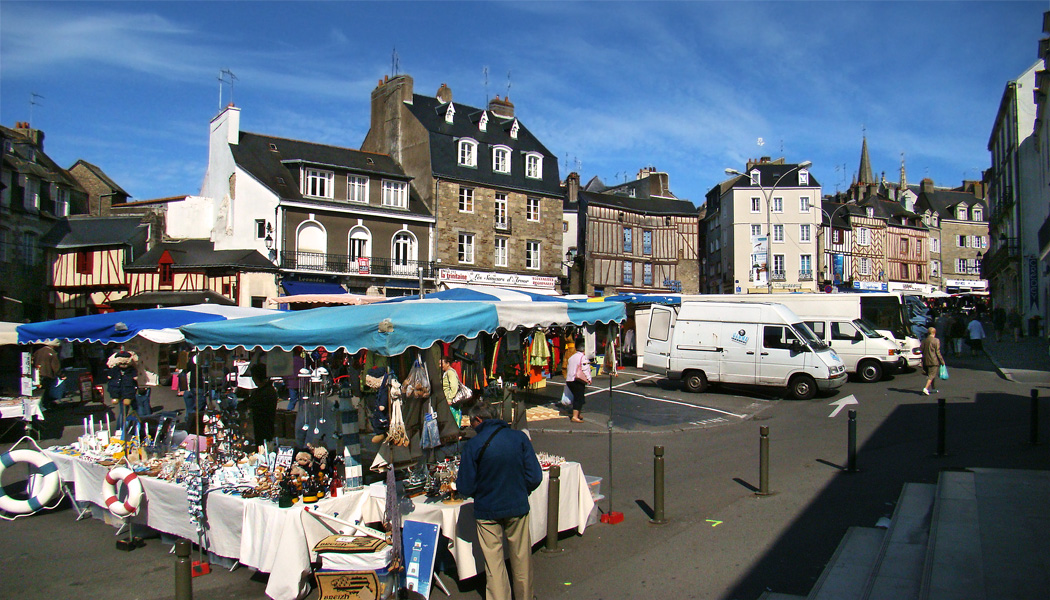
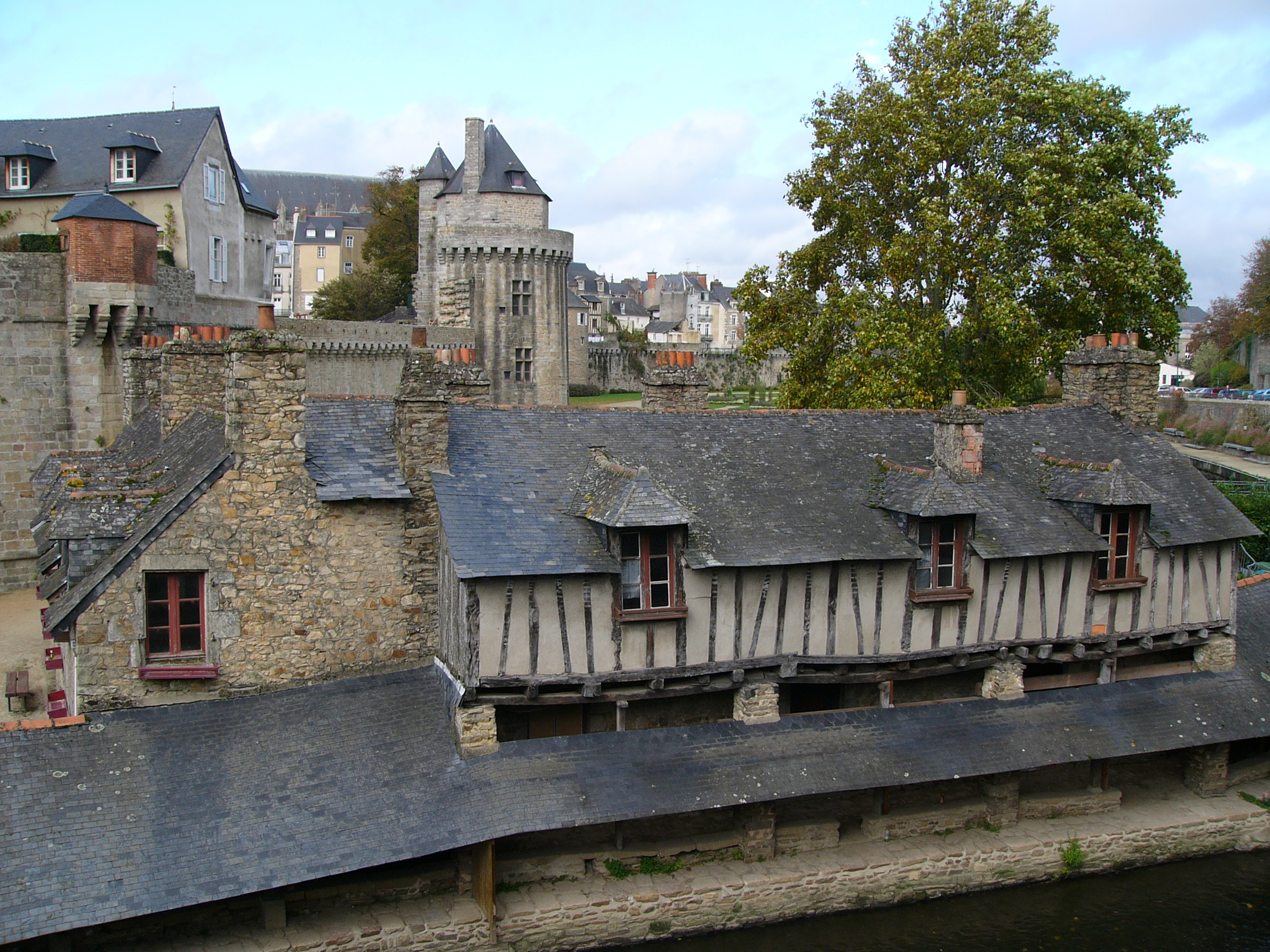
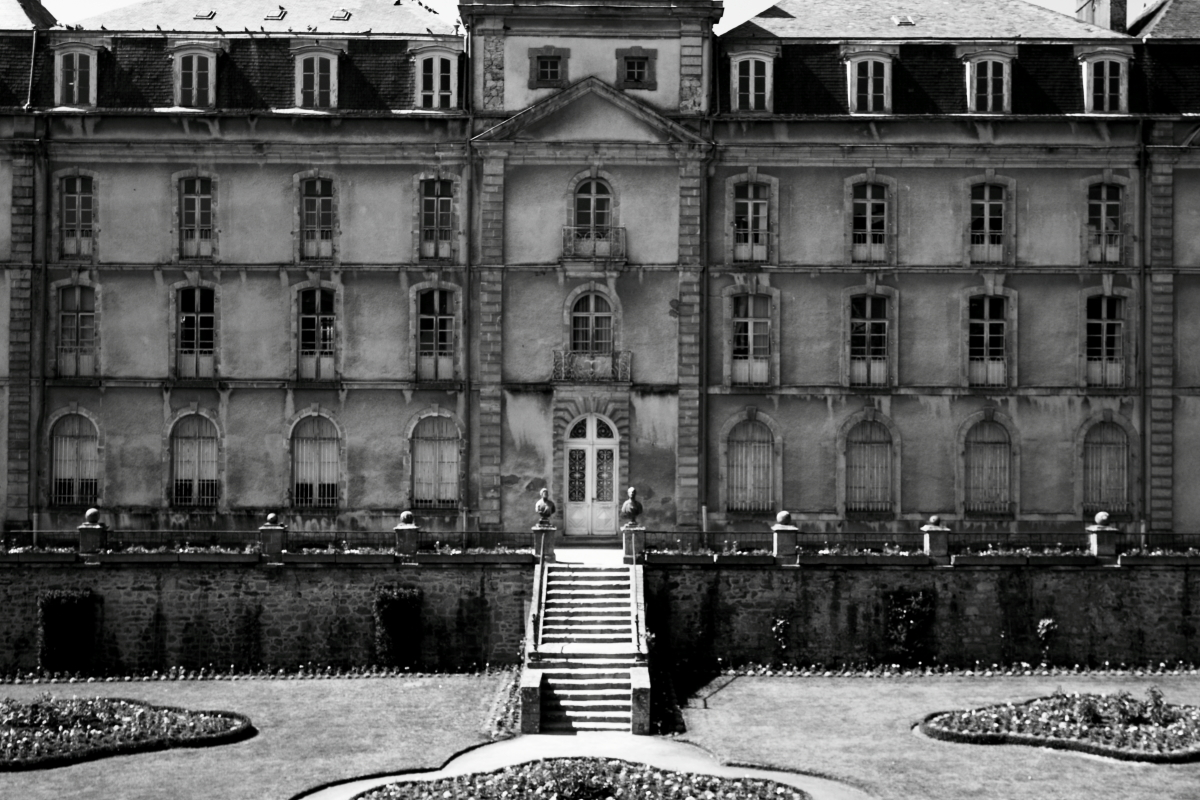
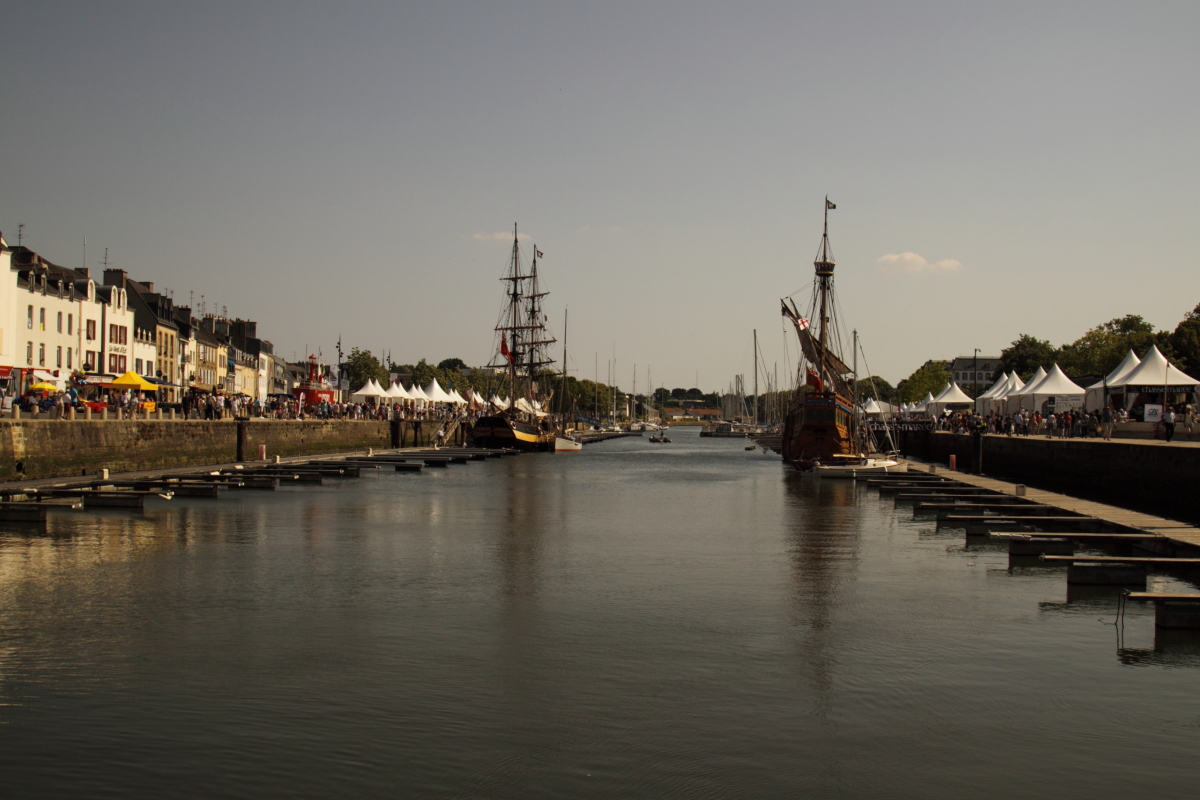
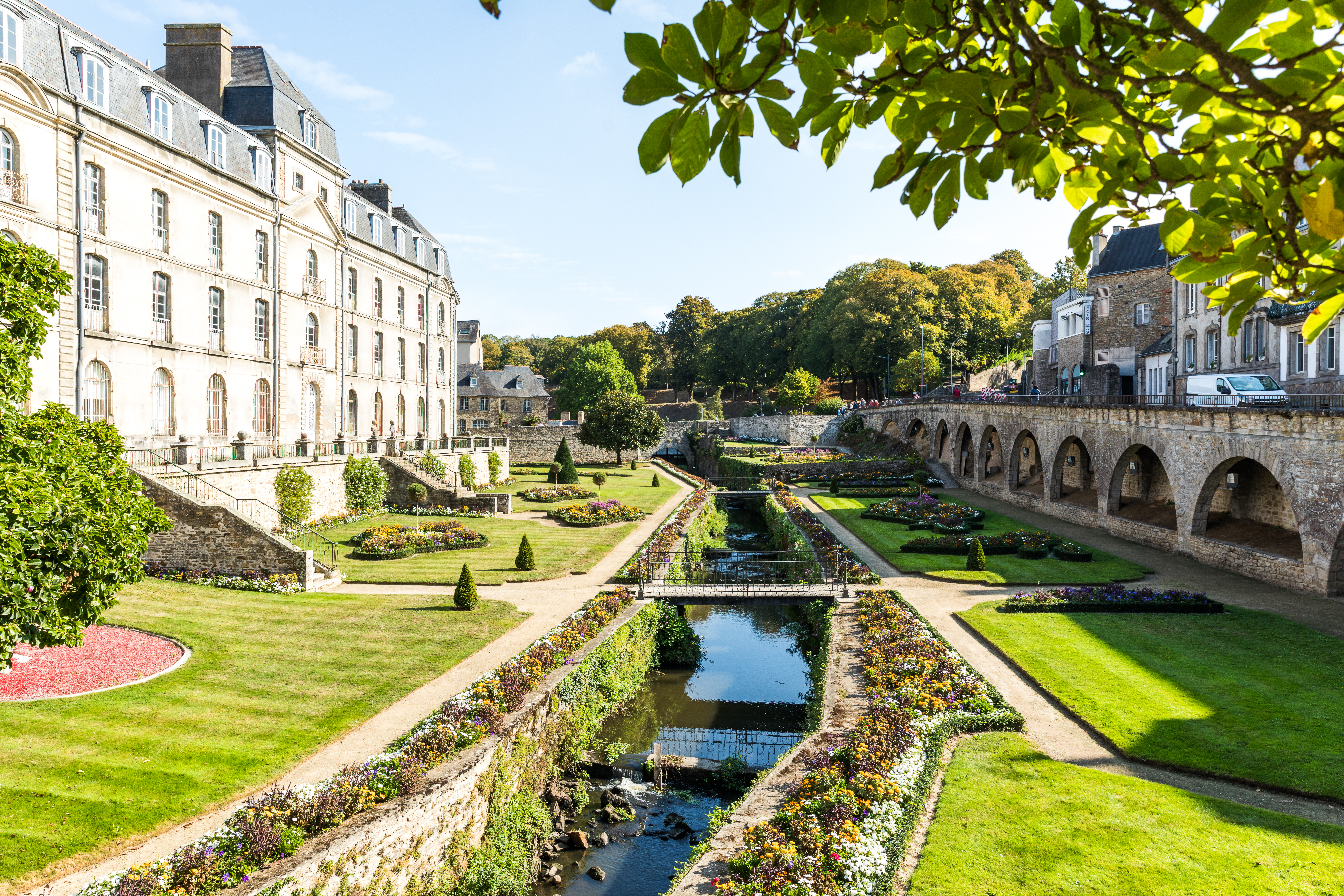
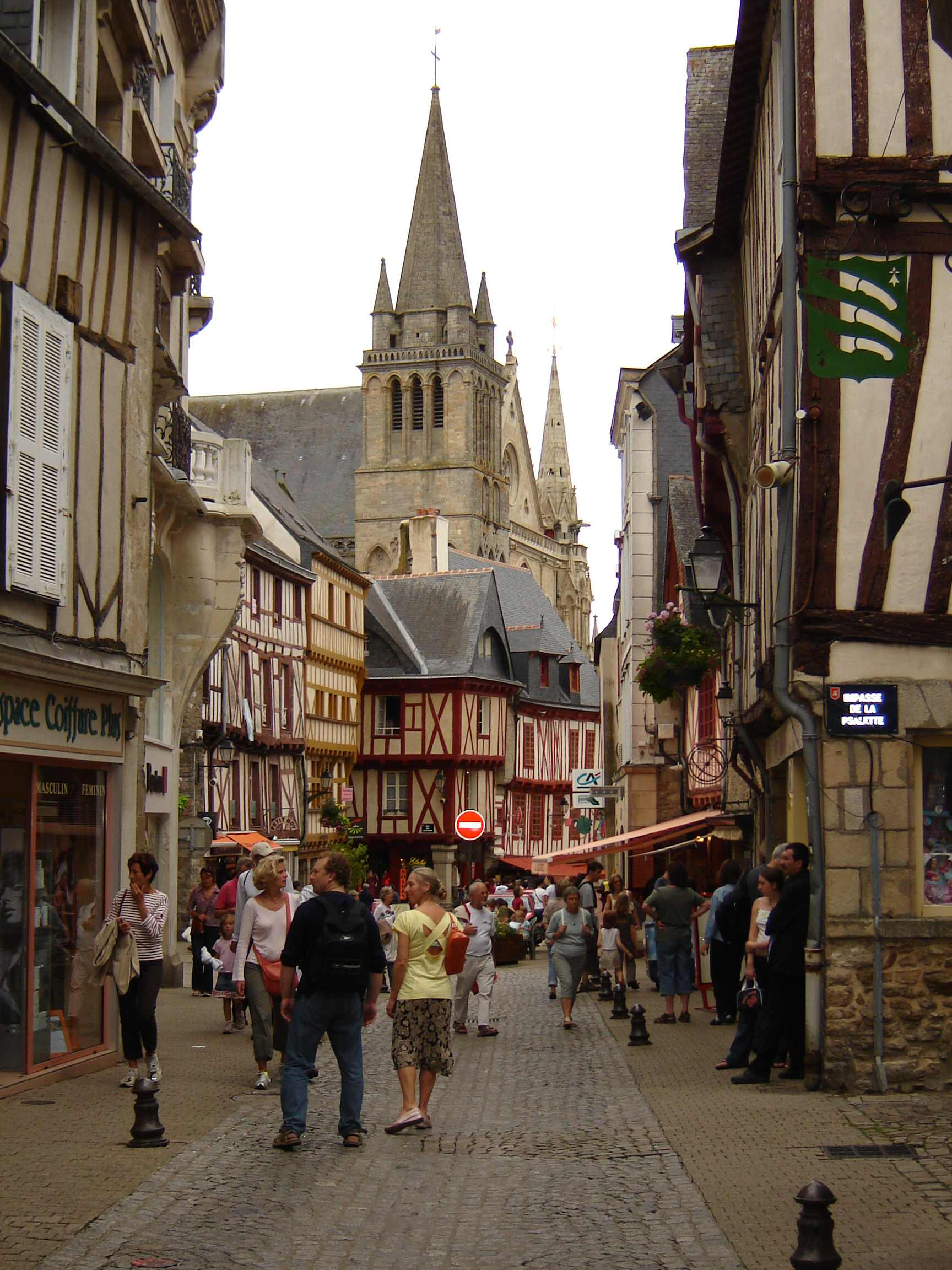
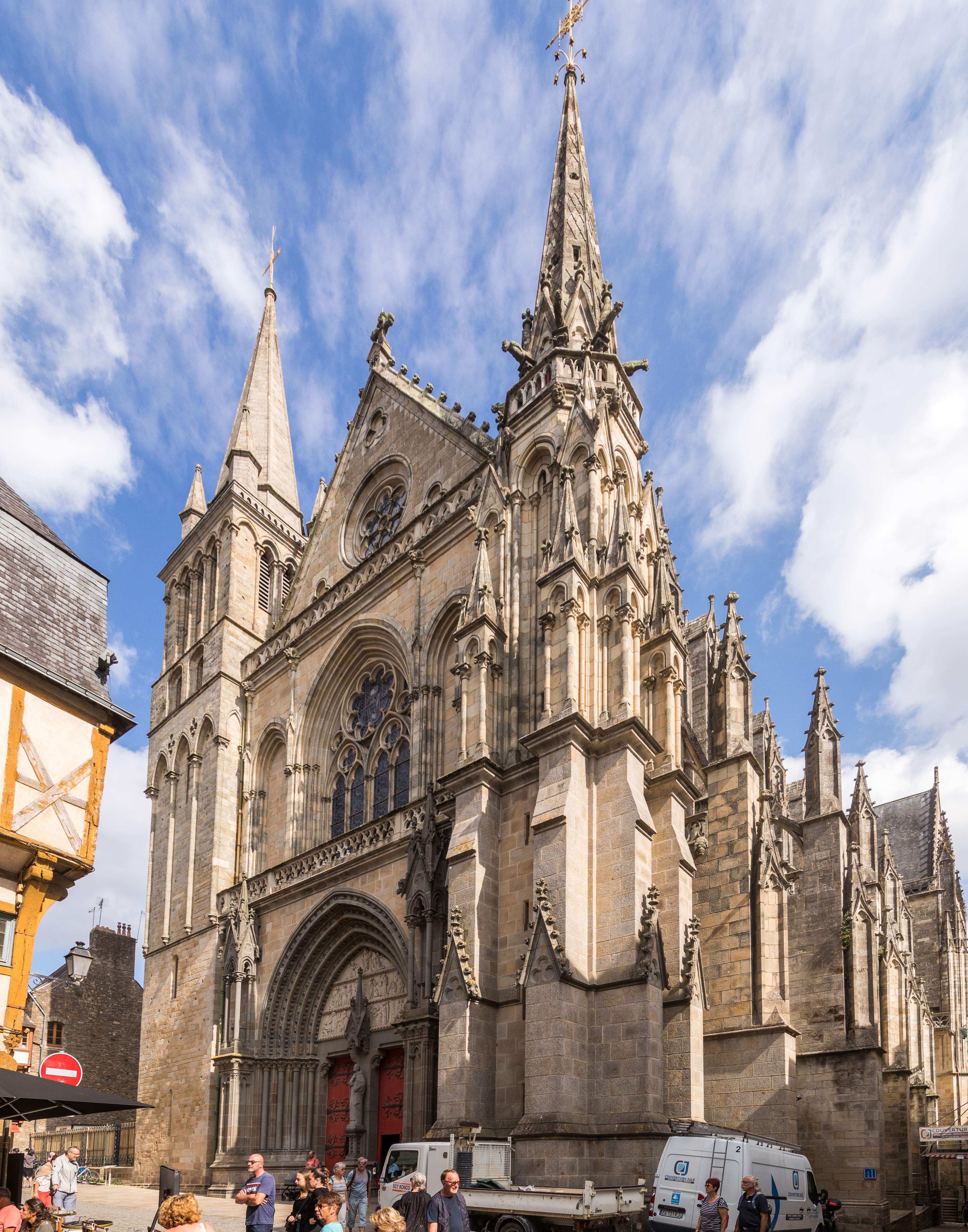
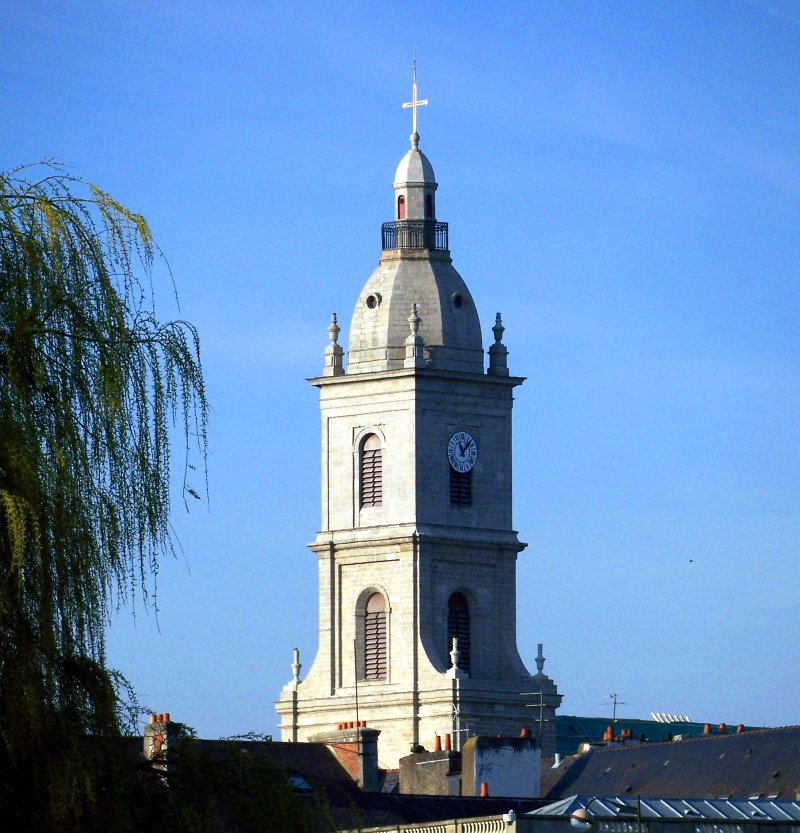
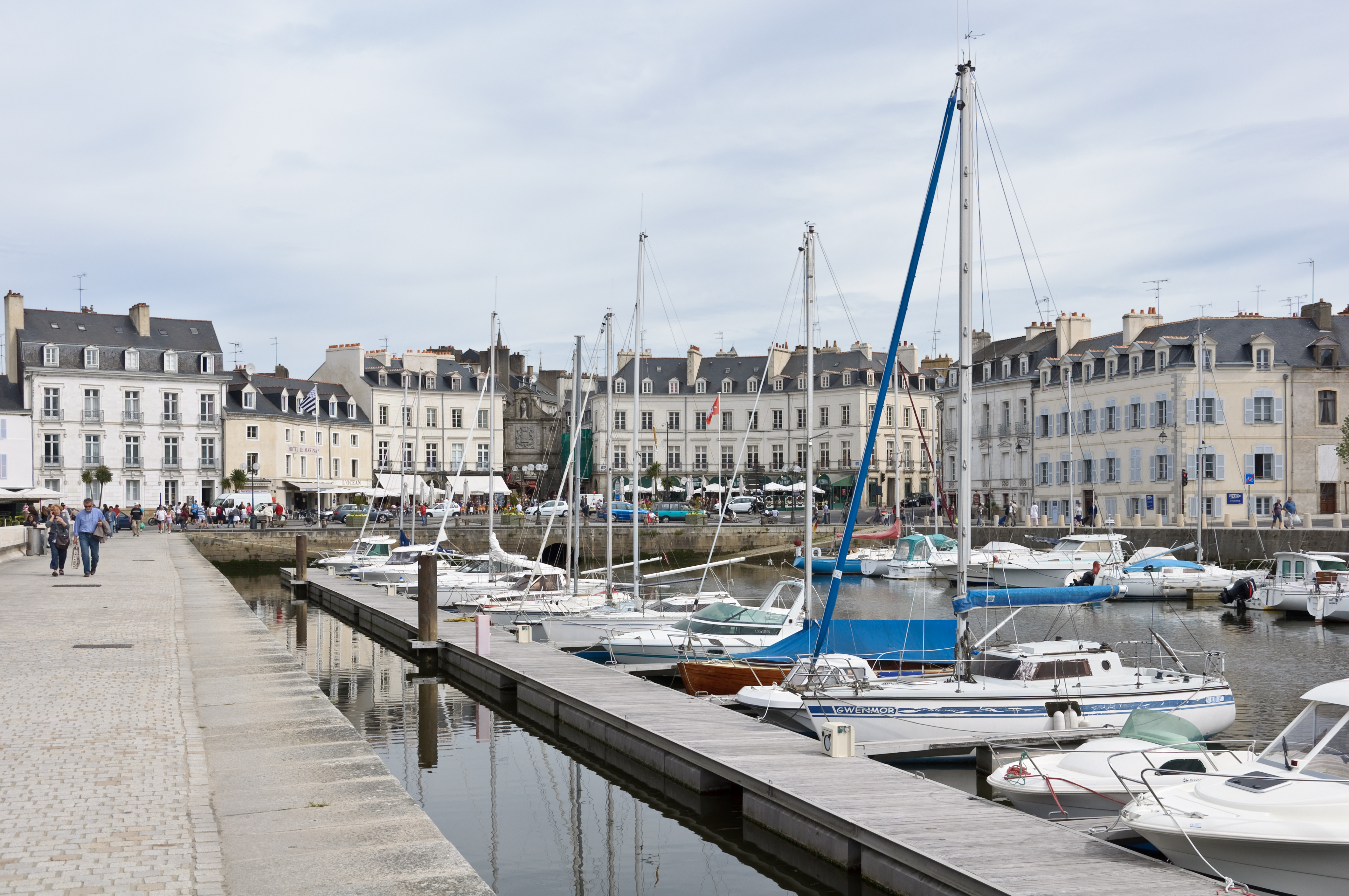